# Розбійний приказ
Розбійний приказ — приказ, який відав розшуком і судом по кримінальних справах. Адміністративно-судовий орган центрального управління в Московському царстві з кінця XV і до першої чверті XVIII століття.

З 1539 року згадуються бояри в Москві, яким «замовлені розбійні справи». Імовірно, це була тимчасова комісія, заснована для знищення розбоїв, які тоді посилилися. Позаяк розбої не припинялися, то тимчасова комісія перетворилася на постійну, і таким чином з'явилася «Розбійна ізба», надалі «Розбійний приказ», який вперше згадується 1571 і проіснував до XVIII століття.

1682 на базі Розбійного було утворено Розшуковий (Розбійний розшукний) приказ.
1756 указом Сенату «Про визначення головних сищиків для розшуку і викорінення злодіїв, розбійників і збіглих людей» вводилися посади головних сищиків, а для координації їх діяльності в Москві було утворено Контору головного сищика. За імператора Петра ІІІ згідно з указом Сенату від 2 жовтня 1762 функції сищиків були передані місцевим поліцейським органам.